# Princenhaags Museum
Het Princenhaags Museum is een Nederlands museum in de wijk Princenhage in Breda.
De collectie bestaat uit documenten, foto's en voorwerpen die betrekking hebben op de cultuur en geschiedenis van Princenhage, ooit een zelfstandige gemeente. Uit die collectie worden wisselende exposities samengesteld. Er zijn onder meer diverse uitgaven over de historie van Princenhage verkrijgbaar.
Het gebouw aan de Haagweg waarin het museum is gevestigd, opende in 2017, daarvoor werden tentoonstellingen georganiseerd in de aula van de naastgelegen begraafplaats. Het museum wordt geëxploiteerd door vrijwilligers.